# Гранд Манан (остров)

Остров Гранд Манан (на английски: Grand Manan Island) е вторият по големина остров в провинция Ню Брунсуик. Площта му е 137 km², която му отрежда 137-о място сред островите на Канада. Остров Гранд Манан е най-южния канадски остров с площ над 100 км2.
Островът е разположен на границата между заливите Фънди на североизток и Мейн на югозапад, в близост до крайбрежието на щата Мейн (САЩ). От континента и остров Кампобело на северозапад островът се отделя от едноименния проток Гранд Манан с ширина 13 км, а от югоизток е прикрит от п-ов Нова Шотландия, който отстои на 50 км. Островът е най-големият от едноименния архипелаг, в който освен него влизат още островите Уайт Хед, Рос, Лонг, Оутър Ууд, Кент, Чейни, Грейт Дак, Хай Дак, Лоудак, нантакет и множество по-малки. Всички острови се намират източно от Гранд Манан.
Бреговата линия е с дължина 76 km. За разлика от западното крайбрежие, което е стръмно и праволинейно и без удобни заливи, източното крайбрежие е ниско, силно разчленено с множество малки полуострови и заливи, най-голям от които е залива Лонг Айлънд на североизточното крайбрежие. Формата на острова наподобява триъгълник, като западното праволинейно крайбрежие е хипотенузата на триъгълника, а североизточното и югоизточното – неговите катети. Дължината на острова от север на юг по хипотенузата е 24,5 км, а максималната му ширина (височината на триъгълника) – 10,6 км.
Релефът е равнинен, като само отделни ниски заоблени възвишения надхвърлят височина от 50 м. Максимална височина 78 м. Част от източната половина на острова е заблатена. Има няколко къси, но пълноводни почти целогодишно реки. По крайбрежието на залива Фънди, в т.ч. и по бреговете на остров Гран Манан се наблюдават едни от най-големите в света приливи и отливи достигащи до 18 м.
Климатът на острова е мек, влажен, океански. Средната многогодишна температура на най-студения месец февруари е -4,2 °C, а средната многогодишна температура на най-топлия месец юли – 17,9 °C. Средната годишна температура е 7 °C. Абсолютната максимална температура измерена на острова е 32,9 °C, а абсолютната минимална -20,9 °C. Средното количество на валежите е 860 мм, като максимума е през месец октомври – 112 мм, а минимума през март – 35 мм.
На острова четири малки селища (Норт Хед, Гранд Харбър, Сил Коув и Удуърдс Коув, разположени само по югоизточното и североизточното крайбрежие, в които през 2011 г. живеят 2377 души. През 2006 г. населението е било 2460 души. Всичките четири селища от 8 май 1995 г. са обединени в едно населено място под името Гранд Манан.
Островът е открит в началото на XVI век най-вероятно от португалски или френски рибари, които по това време започват редовно да плават и ловуват в тези райони. Повече от 250 години островът е ничия територия, като често преминава ту в британски, ту във френски ръце. С договора от Париж от 1783 г., сложил края на Седемгодишната война принадлежността на острова отнова не е уточнена и до 1817 г., когато окончателно става британски, той се явява конфликтна точка в отношенията между Великобритания и САЩ.